# متوسط زمن المكوث
متوسط زمن المكوث (بالإنجليزية: Mean sojourn time)‏ لكائن ما في نظام ما هو مصطلح رياضي يعبر عن الفترة الزمنية أو الوقت الذي من المتوقع أن يمضيه هذا الكائن في النظام قبل أن يغادره نهائياً.